# Prachatice
Prachatice é uma cidade checa localizada na região da Boêmia do Sul, distrito de Prachatice - Distrito.